# Zodarion caporiaccoi
Zodarion caporiaccoi là một loài nhện trong họ Zodariidae.
Loài này thuộc chi Zodarion. Zodarion caporiaccoi được Carl Friedrich Roewer miêu tả năm 1942.